# 덤버턴오크스 회의

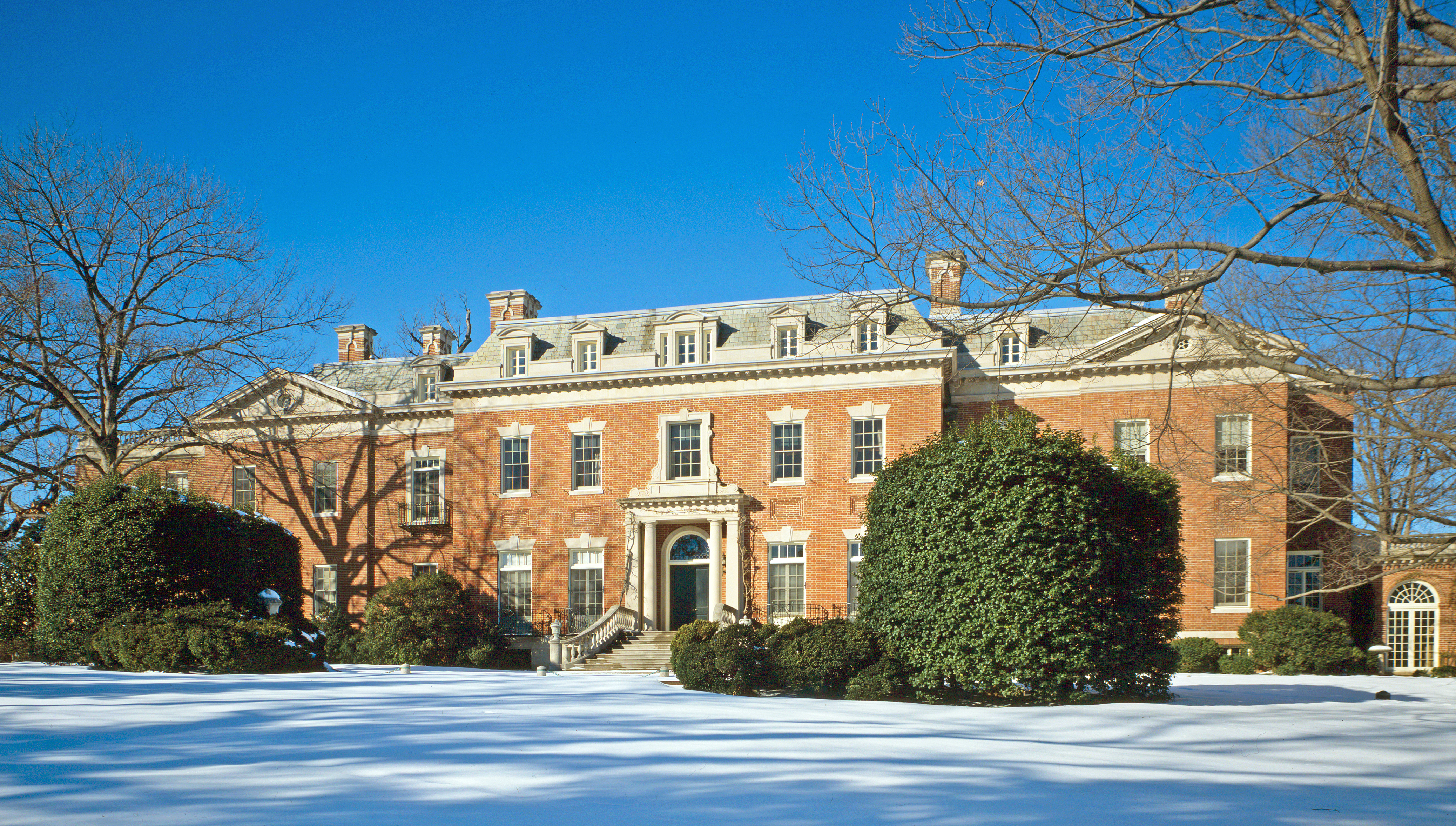

덤버턴오크스 회의(Dumbarton Oaks Conference)는 1944년 8월 21일부터 10월 7일 동안 진행된 유엔 창설의 기초가 된 회의이다.
유엔 설립을 위해 1944년 개최된 국제예비회의이다. 미국의 수도 워싱턴 D.C. 조지타운에 있는 덤버턴오크스 저택에서 열린 회의로 8월 21일부터 9월 28일까지는 미국·영국·소련의 3개국이, 9월 29일부터 10월 7일까지는 미국·영국·중국의 3개국이 각각 회의를 열었다. 그 이유는 당시 일본과의 교전국이 아닌 소련이 중국과 동석함으로써 일본과 교전관계가 발생되는 것을 염려했기 때문이다. 이 회의에서 발표된 '일반적 국제기구의 설립에 관한 제안'은 강대국의 협조 아래 안전보장이사회를 중심으로 안전보장기능을 발휘하려는 평화유지가 내포되어 있으며, 후에 유엔 헌장의 원안이 되었다. 이 회의는 국제연맹의 뒤를 이을 전후 국제기구의 필요성을 인식한 1943년의 모스크바 선언 제4절을 이행하는 첫 번째 주요단계였다. 덤버턴오크스 제안(일반 국제기구 창설을 위한 제안)은 유엔의 청사진을 완벽하게 제시하지는 못했기 때문에 안전보장이사회의 표결방식과 소련 내 공화국들에 대한 회원자격 조항 같은 중대문제의 합의에는 이르지 못했다. 이러한 문제들은 1945년 2월 얄타 회담에서 해결을 보았으며, 여기서 국제연맹의 위임통치를 대신할 신탁통치제도가 제안되었다. 이와 같이 보완된 제안들은 샌프란시스코 회의의 협상 기반이 되었고 이로부터 1945년 유엔 헌장이 탄생했다. 1801년에 건축된 덤버턴오크스는 원래 윌리엄 해먼드 도시의 저택이었으나 현재는 학술도서관과 미술관으로 사용되고 있다.

## 같이 보기
- 유엔의 역사

## 참고 자료
- 이 문서에는 다음커뮤니케이션(현 카카오)에서 GFDL 또는 CC-SA 라이선스로 배포한 글로벌 세계대백과사전의 내용을 기초로 작성된 글이 포함되어 있습니다.